# Campeonato Catarinense 2015
In 2015 werd het 90ste Campeonato Catarinense gespeeld voor voetbalclubs uit Braziliaanse staat Santa Catarina. De competitie werd georganiseerd door de FCF en werd gespeeld van 1 februari tot 3 mei. Figueirense werd kampioen. 

## Eerste fase
| Plaats | Club                | Wed. | W | G | V | Saldo | Ptn. |
| ------ | ------------------- | ---- | - | - | - | ----- | ---- |
| 1.     | Chapecoense         | 9    | 6 | 2 | 1 | 17:3  | 20   |
| 2.     | Figueirense         | 9    | 6 | 1 | 2 | 13:9  | 19   |
| 3.     | Metropolitano       | 9    | 4 | 3 | 2 | 12:10 | 15   |
| 4.     | Criciúma            | 9    | 4 | 1 | 4 | 12:11 | 13   |
| 5.     | Inter de Lages      | 9    | 3 | 3 | 3 | 12:15 | 23   |
| 6.     | Joinville           | 9    | 2 | 5 | 2 | 7:8   | 11   |
| 7.     | Guarani de Palhoça  | 9    | 2 | 4 | 3 | 14:15 | 10   |
| 8.     | Atlético de Ibirama | 9    | 1 | 3 | 5 | 8:16  | 6    |
| 9.     | Marcílio Dias (1)   | 9    | 2 | 2 | 5 | 11:15 | 2    |
| 10.    | Avaí (1)            | 9    | 1 | 4 | 4 | 10:14 | 1    |

 (1):Marcílio Dias en Avaí kregen zes strafpunten, wegens onregelmatigheden
|  | Geplaatst voor tweede fase titelgroep      |
|  | Geplaatst voor tweede fase degradatiegroep |

## Tweede fase

### Titelgroep
| Plaats | Club           | Wed. | W | G | V | Saldo | Ptn. |
| ------ | -------------- | ---- | - | - | - | ----- | ---- |
| 1.     | Figueirense    | 10   | 6 | 3 | 1 | 15:6  | 21   |
| 2.     | Joinville (1)  | 10   | 7 | 2 | 1 | 13:5  | 19   |
| 3.     | Chapecoense    | 10   | 4 | 3 | 3 | 11:9  | 15   |
| 4.     | Inter de Lages | 10   | 4 | 2 | 4 | 11:10 | 14   |
| 5.     | Metropolitano  | 10   | 1 | 2 | 7 | 5:15  | 5    |
| 6.     | Criciúma       | 10   | 1 | 2 | 7 | 2:12  | 5    |

(1) Joinville verloor vier punten voor het opstellen van een niet-speelgerechtigde speler 
|  | Finale |

### Degradatiegroep
| Plaats | Club                | Wed. | W | G | V | Saldo | Ptn. |
| ------ | ------------------- | ---- | - | - | - | ----- | ---- |
| 1.     | Avaí                | 6    | 3 | 1 | 2 | 13:7  | 10   |
| 2.     | Atlético de Ibirama | 6    | 3 | 1 | 2 | 9:8   | 10   |
| 3.     | Guarani de Palhoça  | 6    | 3 | 0 | 3 | 10:11 | 9    |
| 4.     | Marcílio Dias       | 6    | 2 | 0 | 4 | 5:11  | 6    |

|  | Degradatie |

## Finale
Aanvankelijk won Joinville omdat het in de tweede fase meer gewonnen wedstrijden telde dan Figueirense, maar Figueirense ging hiertegen in beroep omdat het in de tweede fase een niet-speelgerechtigde speler opgesteld had. Op 15 juli werd Figueirense alsnog als kampioen uitgeroepen. 
|               |             |       |           |  |
| 26 april Heen | Figueirense | 0 – 0 | Joinville |  |
| 26 april Heen |             |       |           |  |

| Figueirense | Joinville |

|             |           |       |             |  |
| 3 mei Terug | Joinville | 0 – 0 | Figueirense |  |
| 3 mei Terug |           |       |             |  |

| Joinville | Figueirense |

### Kampioen
| Campeonato Catarinense de 2015   |
| Santa Catarina                   |
| -------------------------------- |
| FIGUEIRENSE Kampioen (17° titel) |